# Dołhobyczów
Dołhobyczów (ukr. Долгобичів lub Довгобичів) – wieś w Polsce położona w województwie lubelskim, w powiecie hrubieszowskim, w gminie Dołhobyczów. Znajduje się u podnóża wzniesień Grzędy Sokalskiej, w pobliżu granicy z Ukrainą.
W latach 1954–1972 wieś należała i była siedzibą władz gromady Dołhobyczów. W latach 1975–1998 miejscowość administracyjnie należała do województwa zamojskiego. 
Wieś jest sołectwem, siedzibą gminy Dołhobyczów. Według Narodowego Spisu Powszechnego (III 2011 r.) liczyła 1437 mieszkańców i była największą miejscowością gminy.
Wieś jest siedzibą rzymskokatolickiej parafii Matki Bożej Częstochowskiej w Dołhobyczowie.

## Historia
Wieś wzmiankowana po raz pierwszy w 1430, gdy Mikołaj Kinik z ziemi płockiej otrzymał ją od książąt bełskich. Już w 1437 sprzedał ją kanclerzowi mazowieckiemu i staroście bełskiemu Mikołajowi Mnichowi. Od 1453 do końca XVI wieku Dołhobyczów należał do rodu Rogalów, następnie do Grzymałów herbu własnego i Mrozowickich herbu Prus III, a od końca XVIII wieku do II połowy XIX wieku do Rastawieckich. Do znanych osób z rodu Rastawieckich należeli Ludwik, który zbudował murowany dwór i Edward – historyk sztuki, kolekcjoner i archeolog. Ostatnimi właścicielami do 1945 byli Swieżawscy. W latach 1815–1915 Dołhobyczów znajdował się na granicy dwóch zaborów, czyli rosyjsko–austriackiej (sam Dołhobyczów jednak leżał po stronie rosyjskiej, zaboru rosyjskiego). Przez tę granicę przewożono głównie węgiel z Sokala do gorzelni w Dołhobyczowie (spalonej w 1944 roku). Na stronę austriacką wywożono przeważnie zboże. Granica była punktem przemytu ludzi i alkoholu, bowiem z zaboru austriackiego (Galicji) Polacy bez większych przeszkód mogli wyjechać do Ameryki. Podczas I wojny światowej, w 1915 roku, miejscowość została zajęta przez wojska austro-węgierskie, co zmusiło wojska rosyjskie do opuszczenia tych terenów. Rejon Dołhobyczowa był na przełomie 1918/1919 miejscem starć polsko-ukraińskich. Tereny te zostały przez Traktat brzeski przyznane Ukraińcom. Przeciwstawiało się temu czynnie wojsko polskie. W walkach brał udział 1 Pułk Szwoleżerów pod dowództwem majora Dreszera. Siły polskie powstrzymały i odparły przybyłe z Sokala wojska ukraińskie. Przebywał tutaj także znany polski poeta Władysław Broniewski. W miejscowości większość mieszkańców stanowili Polacy, ale mieszkała tu także mniejszość ukraińska, a przed wybuchem II wojny światowej nawet rodziny żydowskie. W 1946 część Ukraińców z Dołhobyczowa została wysiedlona do ZSRR, a pozostała część w 1947 na Ziemie Odzyskane. Po 1947 roku w miejscowości pozostali niemal sami Polacy.

## Zabytki
- Pałac Dołhobyczowie, późnoklasycystyczny z kompleksem zabudowań gospodarczych ( powozownia ze stajnią koni cugowych wzniesiona w latach 30./40. XIX w. w formie pawilonu mającego postać zameczku z basztą, spichlerz dworski wybudowany w podobnym okresie, budynek młynu z okresu międzywojennego). Pierwotnie był to parterowy dwór, wzniesiony w  pierwszej ćwierci XIX w. przez barona Ludwika Rastawieckiego, kasztelana Królestwa Polskiego, prezesa zarządu powiatowego zamojskiego. W 1837 pałac przebudowano według projektu architekta Antonia Corazziego.
- Neogotycki, murowany z cegły, jednonawowy kościół pw. Matki Boskiej Częstochowskiej. Wybudowany w latach 1910–1914 z fundacji Świeżawskich, według projektu architekta Wiesława Kononowicza (było to wotum wdzięczności Świeżawskich za udzielenie przez Stolicę Apostolską dyspensy od małżeńskiej przeszkody pokrewieństwa). Kościół był nieznacznie zniszczony w czasie II wojny światowej (częściowo ucierpiało wyposażenie kościoła; zabrano organy, uszkodzono ołtarz główny). Wieża na froncie kościoła jest wzorowana na wieży Kościoła Mariackiego w Krakowie tzw. hejnalicy. Warto zwrócić uwagę na artystyczne rzygacze w kształcie paszcz smoków. W drewnianym ołtarzu głównym mieści się obraz Matki Boskiej Częstochowskiej. Ołtarze boczne i ławki pochodzą z kościołów, które po zmianie granic państwowych znalazły się poza terenem Polski. W oknach nawy głównej i kaplic, znajdują się witraże wykonane w latach 80. XX w. przez M. Redmerskiego z Bydgoszczy.
- Przed kościołem stoi kamienna figura Matki Boskiej Niepokalanie Poczętej, wystawiona przez właścicieli dóbr w Dołhobyczowie w 1906 r jako wotum wdzięczności za ukaz tolerancyjny wydany w roku 1905.
- Zachowała się też murowana cerkiew św. Symeona Słupnika wybudowana w latach 1900–1904  w stylu neobizantyjskim (obecnie należy do parafii prawosławnej w Hrubieszowie).

W miejscowości znajduje się cmentarz prawosławno-katolicki oraz cmentarz wojenny z mogiłami żołnierzy Armii Hallera oraz żołnierzy polskich z II wojny światowej.

## Obecna sytuacja
W Dołhobyczowie znajdował się kiedyś kombinat rolny PGR, po upadku którego wielu młodych ludzi wyjechało szukać pracy w większych miastach, a wskaźnik urodzeń znacząco spadł. Sytuacja może się poprawić, ponieważ uruchomiono tu przejście graniczne Dołhobyczów-Uhrynów z Ukrainą.

## Sport
W Dołhobyczowie funkcjonuje Gminny Klub Sportowy „Kresy” Dołhobyczów – amatorski klub sportowy. W 2012 roku przed startem sezonu 2012/13 „Kresy” Dołhobyczów wycofały się z rozgrywek grupy II zamojskiej klasy B (drużyna piłkarska została rozwiązana). Kresy rozgrywały mecze na stadionie w Dołhobyczowie. Obecnie w klubie funkcjonuje sekcja siatkówki.